# Cicadulini
Cicadulini  (лат.) — триба прыгающих насекомых из подсемейства цикадок Deltocephalinae (Cicadellidae). 14 родов и более 100 видов. Неарктика, Неотропика и Палеарктика. Мелкого и среднего размера цикадки, как правило, жёлтого или зеленоватого цвета. 
Голова равна или шире пронотума. Усики короткие. Макросетальная формула задних бёдер равна 2+2+1. Латеральный край пронотума килевидный. 10-й брюшной сегмент самцов длинный (в 2 раза длиннее своей ширины, или более того). Оцеллии развиты. Встречаются на травах, в лугах и лесном подлеске.
.

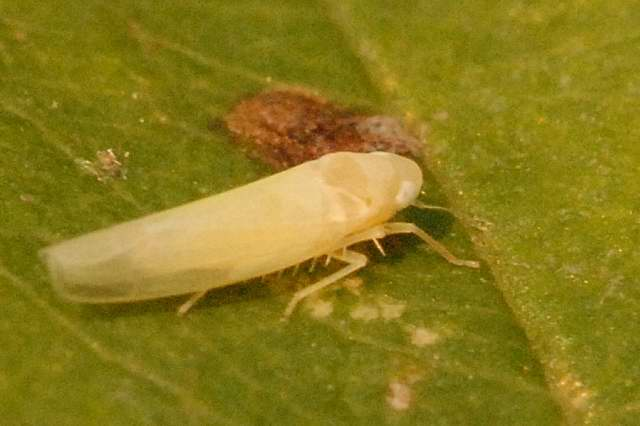
Rhopalopyx vitripennis
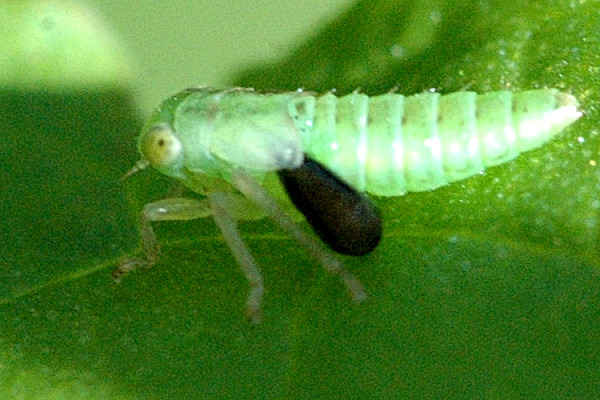
Elymana sulphurella

- Calanana DeLong, 1945 (экс Athysanini)
- Cicadula Zetterstedt, 1840 typus
- Dudanus Dlabola, 1956
- Elymana DeLong, 1936
- Hecadula Dietrich & Rakitov, 2002[2]
- Knullana DeLong, 1941
- Mocydia Edwards, 1922
- Mocydiopsis Ribaut, 1939
- Morinda Emeljanov, 1972
- Paluda DeLong, 1937[3]
- Proceps Mulsant & Rey, 1855 (экс Scaphytopiini: Procepitina)
- Rhopalopyx Ribaut, 1939
- Stenometopiellus Haupt, 1917 (экс Athysanini)
- Taurotettix Haupt, 1929